# Кото Брус (кантон)
Кото Брус (исп. Coto Brus) — кантон в провинции Пунтаренас Коста-Рики.

## География
Находится на крайнем востоке провинции. Граничит на севере с провинцией Лимон, на востоке с Панамой. Административный центр — Сан-Вито.

## Округа
Кантон разделён на 6 округов:
1. Сан-Вито
2. Сабалито
3. Агуа-Буэна
4. Лимонсито
5. Питтьер
6. Гутьеррес Броун